# Kowalewo Małe
Kowalewo Małe (deutsch Wotterkeim, Dorf) ist ein kleiner Ort in der polnischen Woiwodschaft Ermland-Masuren und gehört zur Gmina Korsze (Stadt- und Landgemeinde Korschen) im Powiat Kętrzyński (Kreis Rastenburg).

## Geographische Lage
Kowalewo Małe liegt in der nördlichen Mitte der Woiwodschaft Ermland-Masuren, 23 Kilometer nordwestlich der Kreisstadt Kętrzyn (deutsch Rastenburg).

## Geschichte
Die Landgemeinde Wotterkeim wurde 1874 in den neu errichteten Amtsbezirk Langheim (polnisch Łankiejmy) eingegliedert und gehörte somit zum Kreis Rastenburg im Regierungsbezirk Königsberg in der preußischen Provinz Ostpreußen. Im Jahre 1910 zählte Wotterkeim 44 Einwohner.
Am 30. September 1928 vergrößerte sich die Landgemeinde Wotterkeim um das Vorwerk Wotterkeim (heute polnisch Kowalewo Duże), das eingemeindet wurde. Am 1. April 1931 fusionierten die beiden Landgemeinden Langheim (polnisch Łankiejmy) und Wotterkeim zur neuen Landgemeinde Langheim.
In Kriegsfolge wurde 1945 das gesamte südliche Ostpreußen an Polen überstellt. Davon war auch Wotterkeim als Wohnplatz der Gemeinde Langheim betroffen und erhielt die polnische Namensform „Kowalewo Małe“. Heute ist der Weiler (polnisch Przysiółek) als „Wieś Kowalewo Duże“ in den Nachbarort Kowalewo Duże (deutsch Vorwerk Wotterkeim) eingebunden und gehört zur Stadt- und Landgemeinde Korsze (Korschen) im Powiat Kętrzyński (Kreis Rastenburg), bis 1998 der Woiwodschaft Olsztyn, seither der Woiwodschaft Ermland-Masuren zugeordnet.

## Kirche
Bis 1945 gehörte das Dorf Wotterkeim zur evangelischen Kirche Langheim (polnisch Łankiejmy) in der Kirchenprovinz Ostpreußen der Kirche der Altpreußischen Union sowie zur katholischen Pfarrei Korschen (polnisch Korsze) im Bistum Ermland.
Heute ist Kowalewo Małe in die evangelische Johanneskirche Kętrzyn (Rastenburg) mit der Filialkirche Bartoszyce (Bartenstein) in der Diözese Masuren der Evangelisch-Augsburgischen Kirche in Polen sowie in die St.-Johannes-der-Täufer-Kirche Łankiejmy im jetzigen Erzbistum Ermland eingepfarrt.

## Verkehr
Kowalewo Małe liegt an der belebten Ost-West-Woiwodschaftsstraße 592 auf der Trasse der einstigen deutschen Reichsstraße 135, die von Bartoszyce (Bartenstein) nach Kętrzyn (Rastenburg) und Giżycko (Lötzen) verläuft. In Kowalewo Małe endet außerdem eine aus nördlicher Richtung von Sajna Wielka (Schrankheim) kommende Nebenstraße.
Eine Anbindung an den Bahnverkehr besteht nicht.